# Alois Broch

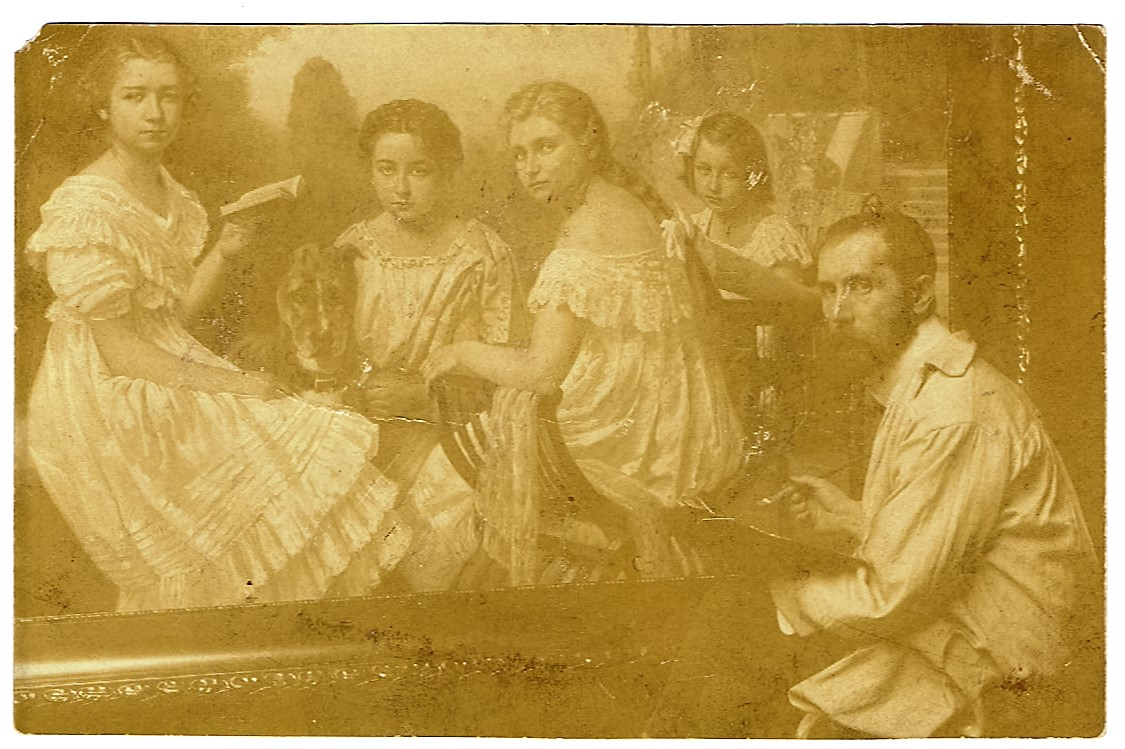
Broch, vor einem seiner Gemälde posierend

Alois Broch (geboren 27. November 1864 in Wien; gestorben 21. Oktober 1939 in Berlin) war deutscher Maler.

## Leben

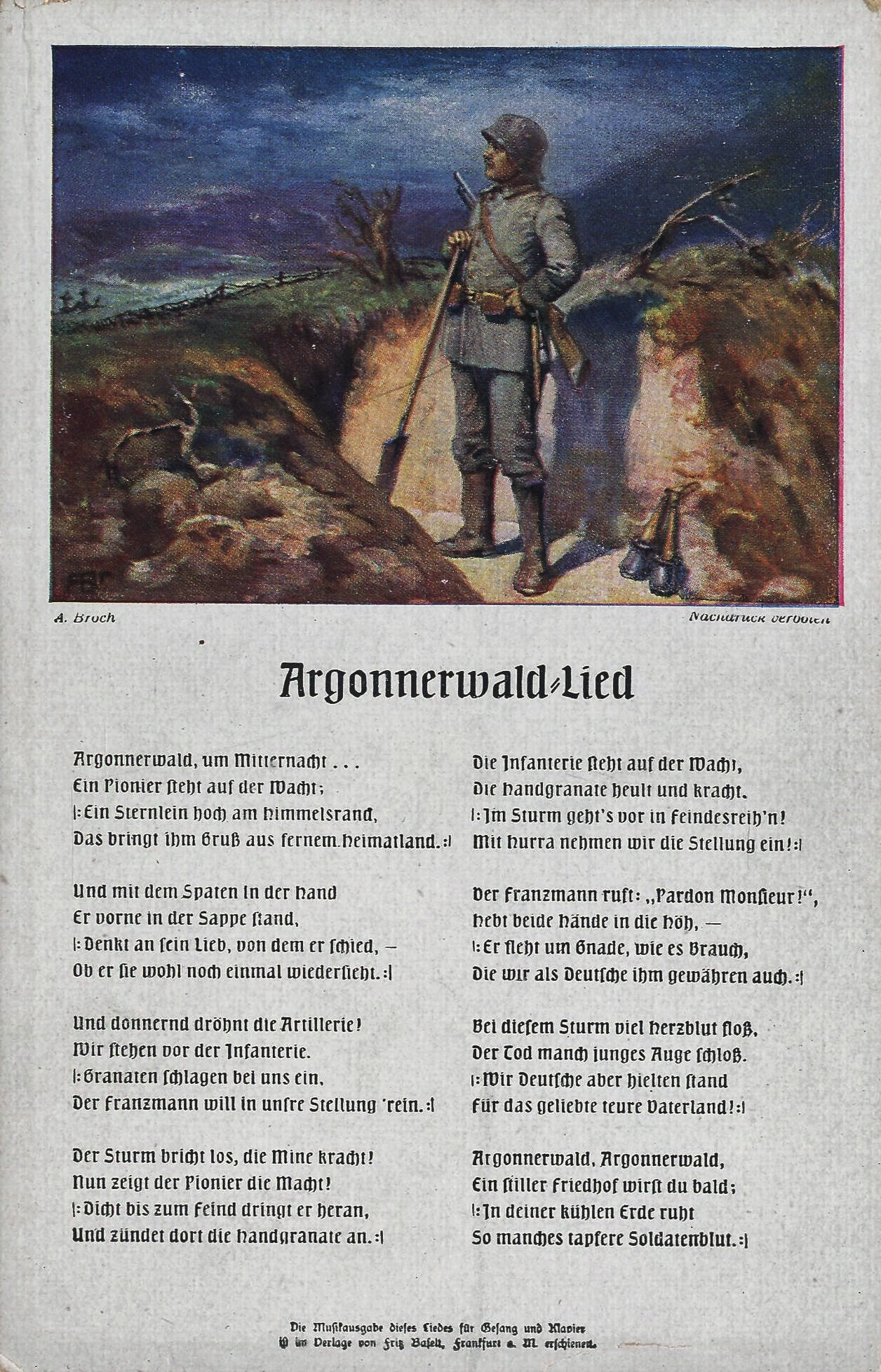
Eine Illustration von Alois Broch: Bildpostkarte aus dem Ersten Weltkrieg

Broch stammte aus einer Kaufmannsfamilie von Carl Broch (Vater) und Johanna Broch geb. Tauski (Mutter) und seinen vier Geschwistern Eugenie, Rudolf, Phillipp und Helene. Seine Ehefrau Gisela verstarb 1911 bereits mit 39 Jahren, die gemeinsame Tochter Elise war zu diesem Zeitpunkt 15 Jahre alt. 1913 Heiratete Broch seine zweite Ehefrau, Luise Ernestine geb. Goldemann. Aus dieser Ehe ging der Sohn Erwin hervor.
Broch verbrachte viele Jahre seiner Kindheit in Budapest (Ungarn), als Künstler war als er überwiegend in Berlin und München tätig.
Am 14. April 1883 trat er mit 19 Jahren der „Naturklasse“ der Akademie der Bildenden Künste München bei. (Matrikelnummer 4343)
Zusammen mit seiner ersten Frau Gisela zog er zunächst nach Köln, wo 1896 die gemeinsame Tochter Elise zu Welt kam und später wieder zurück nach München. 1903 trat er dem Münchener Kunstverein bei. Nur wenige Jahre später folgte ein Umzug nach Berlin, der Stadt, die bis zu seinem Tod 1937 seine Heimat und vorrangige Wirkungsstätte bleiben sollte. Besonders sein Ruf als Portraitmaler, führte ihn auf diverse Reisen innerhalb Deutschlands und ins Ausland, unter anderem nach Prag, England und Moskau. Zu Lebzeiten machte er sich unter anderem einen Namen als Portraitmaler für Prominenz aus Wirtschaft und Adel (beispielsweise für Baronin von Bohlen auf Schloss Lerchenbronn bei Luben, Großfürst Suchomlinow u. a.) aber auch Genrebilder im Stil des Biedermeiers, Landschaftsbilder und Straßenszenen gehörten zu seinen bevorzugten Sujets. Nebenher verdingte sich Broch als Illustrator. Brochs hervorragende Auftragslage befähigte ihn, sich neben dem Arbeitsplatz in der Berliner Wohnung in der Kaiserallee 32, ein externes Atelier in der Prinz-Regenten Straße zu leisten. Von dort sind diverse Fotos fertiggestellter Werke erhalten, deren Verbleib oft ungeklärt ist. Für die Erledigung der Aufträge seines Auftraggebers „Kunstverlag Herrmann und Kupfer“, beschäftigte Broch in seinem Atelier sogar Mitarbeiter, um den enormen Umfang an Arbeiten fristgerecht erledigen zu können.
Gemälde Brochs wurden in den 1910er und 1920er Jahren in großer Anzahl von verschiedenen Kunstverlagen auf Künstlerpostkarten und Öldrucken verbreitet.

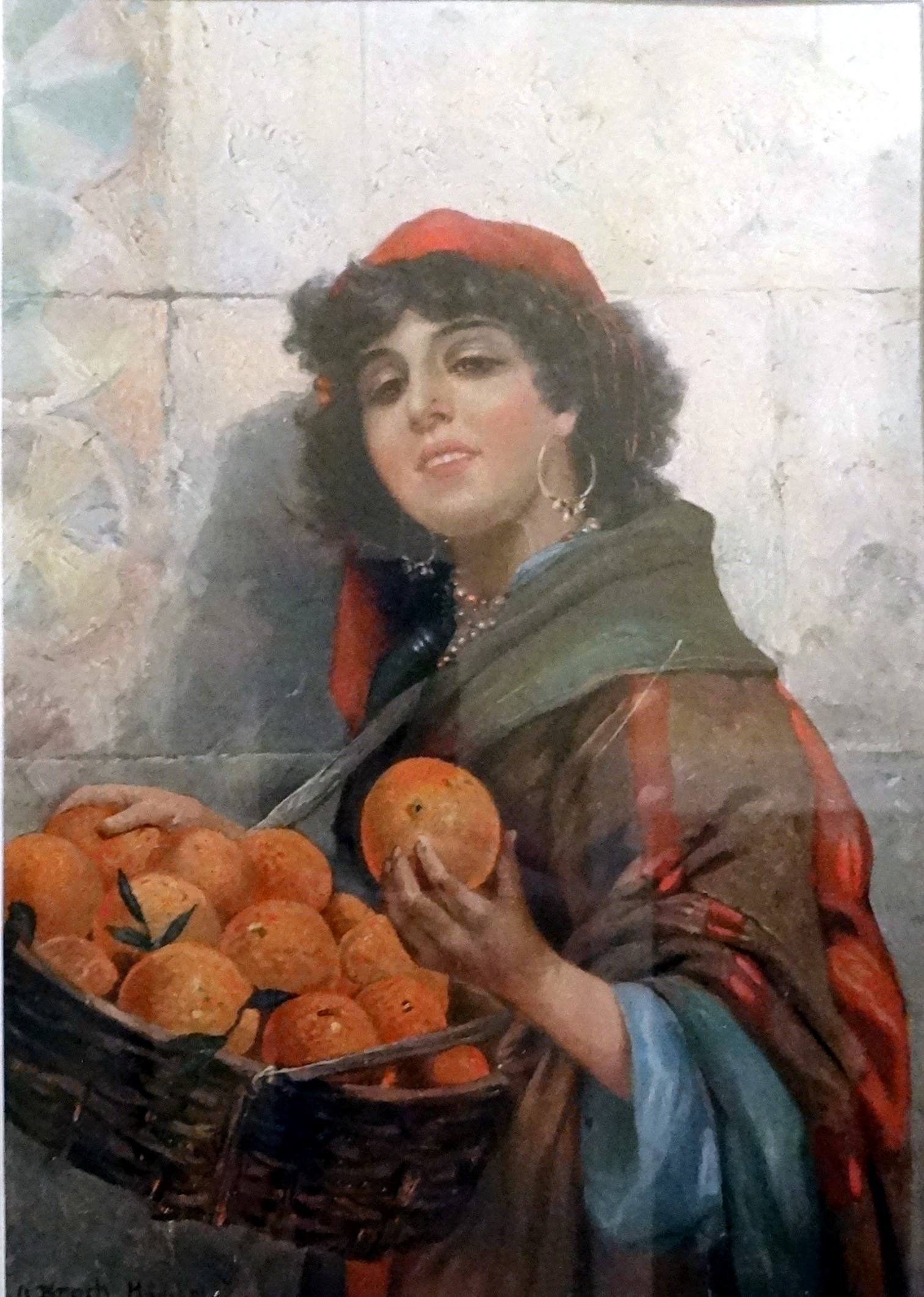
A. Broch: Mädchen mit Orangen, Künstlerpostkarte

Auch seine Tochter Elisa Broch malte, allerdings häufig unter dem Pseudonym Auguste Sommer.
Broch starb 1939 im Alter von 75 Jahren in Berlin-Zehlendorf.
2010 wurde ein Bild Alois Brochs aus Beutekunst aus den USA an das Stadtmuseum Pirmasens rückgeführt.